# Personaggi de I Dalton

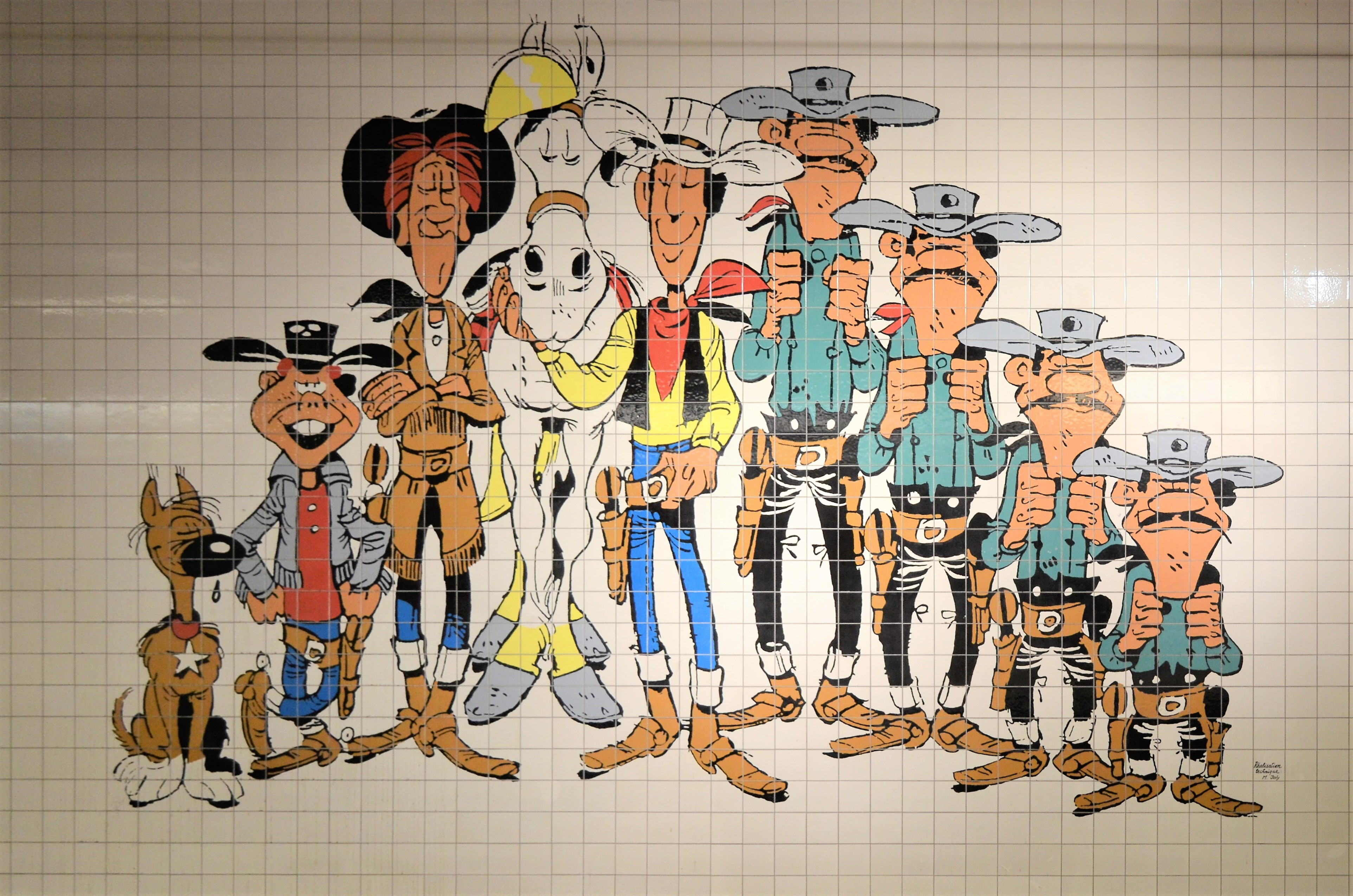
Disegno raffigurante alcuni dei personaggi nelle versioni originali del franchise, che ritornano nella serie animata

Questa voce raccoglie le informazioni sui personaggi della serie animata I Dalton.

## I fratelli Dalton
- Joe Dalton, soprannominato "Il terrore dell'Ovest", è il leader del gruppo e il più basso dei quattro fratelli; è anche il maggiore per età. Sebbene la sua altezza reale sia circa 1,37 m[1], viene raffigurato più basso per accentuare tale caratteristica distintiva. Anche se ha spesso le idee migliori, viene supportato dai suoi fratelli (soprattutto da William, il più intelligente). Le sue frasi ricorrenti sono "Mi è venuta un'idea!" oppure "Ho un piano!". A volte la sua bassa statura (che giustifica dicendo «Io non sono basso, sono diversamente alto...»[2]) rappresenta un ostacolo pratico, come nell'episodio "I Dalton in alta quota". È infido, ambizioso, brontolone, irascibile, isterico, polemico, violento, dispettoso e presuntuoso, e di conseguenza è il più criminale dei quattro fratelli, ma è anche il più sfortunato. Joe è talmente irascibile e incline alla serietà che, in un episodio, si dimostra addirittura immune agli effetti del protossido di azoto, che costringe chiunque lo inali a ridere sguaiatamente. Si rivolge spesso ai suoi fratelli chiamandoli "imbecilli", soprattutto Averell. Nonostante rifiuti categoricamente di ammetterlo, tuttavia, vuole molto bene ai suoi fratelli (e in particolare proprio ad Averell) e sa essere protettivo verso di loro[3][4]. Talvolta si dimostra si dimostra l'unico dei fratelli a non saper fare una certa cosa[5], mentre, in altre occasioni, se provocato, riesce a compiere azioni di cui si stupisce addirittura lui stesso. Malgrado Lucky Luke sia andato in pensione, Joe continua a detestarlo profondamente, tanto che Peabody si travestirà da Lucky Luke al solo scopo di risvegliare l’istinto criminale di Joe che, preso dalla collera, uscirà dallo stato di depressione in cui si trovava nell’episodio "Evasione terapeutica". Nell’episodio "Il colpo della giraffa" si fa consegnare una giraffa, che decide di chiamare Jiji, per sfruttare il suo lungo collo per scavalcare il muro di cinta ed evadere; tuttavia, Joe finisce per affezionarsi profondamente a lei, tanto da decidere di rientrare in prigione pur di aiutarla. Alla fine dell’episodio, la giraffa verrà trasferita al giardino zoologico di Washington, dove Joe spera di poterla andare a trovare dopo un’eventuale evasione. È implicito che provi una certa simpatia per la signorina Betty. Di solito, negli episodi, si vedono solo due piani elaborati da lui, ma, nell’episodio "Il principe del deserto" Joe ne escogita ben quattro. Voce francese di Christophe Lemoine, italiana di Paolo Marchese.
- Jack Dalton: è più alto di Joe (1,63 m), ma più basso di Averell e William. Lui e William sono i fratelli gemelli di mezzo e, nel fumetto, Jack risulta più alto di William[6]. È il fratello meno approfondito, ma mostra comunque un atteggiamento sarcastico e umoristico[7]. Non è molto sveglio, ma è il più assennato dei quattro fratelli ed è quello che corregge sempre Joe quando sbaglia qualcosa nell’elaborare un piano. Ha un carattere calmo e misurato ed è il fratello meno loquace della serie. Nell’episodio "Averell dalle dita d’oro" viene trasformato, insieme a William, in una statua d’oro da Averell per errore. Oltre a soffrire molto di vertigini (tra i quattro è quello che ha più paura delle altezze), soffre di acrofobia[8][9]; tuttavia, nell’episodio "Panni in fumo" non sembra andare fuori controllo più di tanto (ciò è forse dovuto alla ridotta altezza del muro). È esperto di bulloni e attrezzi vari[10]. Voce francese di Bruno Flender, italiana di Enrico Di Troia.
- William Dalton: è più basso di Averell, ma più alto di Joe e Jack (1,95 m)[1]. A differenza dei suoi fratelli, è sveglio, saggio e intuitivo, ed è, senza dubbio, il più intelligente del quartetto (Joe si distingue solo nei piani di evasione e nell'attività criminale): legge molti libri e, in alcuni episodi, sembra essere l’unico dei fratelli capace di leggere e scrivere. Dalla seconda stagione, il suo personaggio viene sviluppato maggiormente e si scopre che ha solide conoscenze di fisica e scienze. Talvolta, però, la sua intelligenza finisce per confondere i fratelli, e William si giustifica dicendo: «E allora? Leggo, mi informo [...] !»[11]. Come Jack, collabora con Joe nei suoi piani e ha un carattere calmo, positivo e ottimista. Anche se in un episodio si oppone alle indicazioni di Joe, in varie occasioni propone idee brillanti per evadere. È molto legato a suo fratello gemello Jack fin dall’infanzia[3]. Nell’episodio "A scuola di evasione", sostiene che sia l’intelligenza, e non l’inganno, il vero strumento da usare a scuola (una delle ragioni per cui Joe si irrita con lui). Tra i quattro fratelli, William è anche quello che soffre meno le vertigini. Nell’episodio "È un gigante!" costruisce un robot a cui si affeziona al punto da voler rimanere con lui mentre sta per cadere nel Canyon, sacrificandosi, ma alla fine sceglie di restare con i fratelli. Nell’episodio "Averell dalle dita d’oro" viene trasformato in una statua d’oro insieme a Jack per errore di Averell. Nell’episodio "I Dalton si piegano in quattro" finisce per inventare la gomma da masticare. Inoltre, viene rivelato che è innamorato della signorina Betty. Nel fumetto di Lucky Luke, Jack è più alto di William, mentre in questa serie è il contrario. Voce francese di Julien Cafaro, italiana di Antonio Palumbo.
- Averell Dalton: è il più alto del gruppo (2,13 m)[1] e il più giovane dei quattro fratelli. È il più infantile e ingenuo, oltre a essere svampito, vivace e simpatico. Rimane però una persona dolce, sensibile, amichevole e altruista, che tratta bene tutti[12]. Può essere visto come l’opposto di Joe, che apparentemente lo considera un peso, ma in realtà gli è molto affezionato: questo viene dimostrato quando Joe, Jack e William riescono finalmente a evadere approfittando di una distrazione, ma, accorgendosi che Averell è rimasto alla mensa del penitenziario, Joe torna subito indietro, rifiutandosi categoricamente di fuggire senza di lui. L’affetto di Joe emerge ancora più chiaramente quando si pensa che Averell sia morto, provocando in Joe un profondo dolore, al punto da farlo scoppiare in lacrime per la prima volta e da fargli perdere ogni motivazione, persino quella dell’evasione (in realtà, Averell era solo profondamente addormentato per effetto di alcune erbe narcolettiche date da Vero Falco). Questi episodi dimostrano quanto, pur non volendolo ammettere, Joe sia legatissimo al fratello minore, forse anche più che agli altri due. Jack e William, invece, non provano mai rancore verso di lui e gli sono sinceramente affezionati. Averell, inoltre, è molto goloso e adora mangiare, soprattutto dolci. Spesso rovina i piani di Joe, ma talvolta riesce inaspettatamente a salvare la situazione senza nemmeno rendersene conto. Sebbene poco intelligente e privo di spirito criminale, possiede molti talenti che, quando utili all’evasione, vengono sfruttati dagli altri fratelli. Ha un ottimo rapporto con gli animali ed è molto legato a Rantanplan. Dimostra talento come fachiro e notevoli doti artistiche[3][13]. A volte indossa abiti diversi dagli altri (come quando nell’episodio "Un fan per i Dalton" veste i panni di Super Averell, quando in "I Dalton e la frittofobia" Joe, Jack e William sono travestiti da patatine fritte e lui da tubetto di maionese, o ancora quando in "Tuffo nella preistoria" indossa un vestito di leopardo). Soffre leggermente di vertigini. Durante il sonno può diventare un genio dell’evasione e non si ferma finché non trova Mamma Dalton. In vari episodi scopre di saper fare o imparare cose che stupiscono persino Joe. È affezionato a Joe e, diversamente da lui, lo dimostra spesso. Nell’episodio "Il colpo della giraffa" è geloso di Jiji, convinto che Joe voglia più bene alla giraffa che a lui. Nell’episodio "Averell dalle dita d’oro", grazie al potere di una collana indiana, trasforma tutto ciò che tocca in oro, compresi Jack e William. Nell’episodio "La tromba delle meraviglie" trova una tromba magica capace, a seconda della melodia, di distruggere o ricostruire ciò che ha davanti. Prova grande affetto e una sincera attrazione per la signorina Betty, come dimostra in diversi episodi, ed è proprio Averell il fratello da lei preferito[3][10]. Nei primi episodi la sua voce è meno acuta, squillante e flebile rispetto al resto della serie[14], mentre nei successivi diventa ancora più acuta[15]. Voce francese di Bernard Alane, italiana di Andrea Lavagnino.

## Personaggi secondari
- Rantanplan: (o Rataplan[16]) è il cane da guardia della prigione (probabilmente un pastore tedesco[17]). È estremamente stupido, imbranato e ingenuo, e passa la maggior parte del tempo a giocare o dormire. Non è sveglio, ma è vivace, molto giocherellone e affettuoso, e rappresenta un’ulteriore causa ricorrente del fallimento dei piani di Joe. Non capisce mai la situazione ed è ancora più svampito di Averell, al quale è molto affezionato; è legato anche alla signorina Betty. Parla spesso tra sé e sé, odia i gatti (come molti cani), ama giocare con i gomitoli e, soprattutto, con le palle (ogni volta che ne trova una esclama «La pa-palla!»). Spesso inventa giochi assurdi che solo lui riesce a comprendere. Nell’episodio "Il cane inutile" viene sostituito da Geronimo (un altro cane affidato al signor Peabody da Lupo Pazzo per rimpiazzarlo), che Rantanplan crede essere sua madre. Joe lo considera uno scherzo della natura ed è il primo a reputarlo un cane inutile[18]. Voce francese di François Morel, italiana di Franco Mannella.
- Signorina Betty Skilark: è una donna distratta e ottimista, dai capelli rossi e di alta statura, con un neo sulla guancia e un’età stimata attorno ai 30 anni. È l’elegante e graziosa educatrice del carcere e, in quanto tale, cerca sempre di istruire e intrattenere i detenuti con attività che definisce ludo-educative. Rappresenta il classico ruolo dell’insegnante benintenzionata. Tenta in tutti i modi di far socializzare Joe con gli altri carcerati, ma senza successo. È molto pacifista e gentile, coraggiosa e appassionata del proprio lavoro, anche se talvolta risulta ingenua (benché nell’episodio "A scuola di evasione" dimostri anche una notevole severità). È molto agile e possiede un’ottima mira. Spesso non condivide e considera “immorali” le idee del direttore Peabody nei confronti dei detenuti, che egli vede soltanto come un mezzo per arricchirsi e accrescere la popolarità del penitenziario. Dallo speciale "I Dalton in vacanza" emerge che la signorina Betty sembra avere un debole per Averell (essendo spesso colpita dal suo animo sensibile e dalle sue doti artistiche), tanto da mostrare gelosia nei suoi confronti; nell’episodio “I Dalton fanno la ruota” confessa di averlo sempre stimato e apprezzato. Nell’episodio "Dolce cuore", Vero Falco le somministra una pozione per farla innamorare di Joe, ottenendo però l’effetto contrario. Nell’episodio "La prigioniera" riesce a far trasferire Lou nel carcere femminile, temendo di non essere più considerata la più bella del penitenziario (anche solo in quanto unica donna presente). Nell’episodio "Miss Betty la ribelle", indossa i panni della Vendicatrice Mascherata e prende in ostaggio i Dalton, nel tentativo di ottenere da Peabody alcuni giorni di ferie per andare a trovare la sorella. Tutti i detenuti, Peabody, Vero Falco e anche Lupo Pazzo mostrano un forte interesse per lei. Voce francese di Edwige Lemoine, italiana di Emanuela Damasio.
- Direttore Melvin Walter Peabody: basso, paffuto, con mento prominente e parziale calvizie, è il direttore del carcere e l’antagonista principale della serie. Ha circa 50 anni e, a prima vista, può sembrare un uomo integerrimo e ligio al dovere e alle regole, tuttavia, si rivela piuttosto viscido e subdolo: aspira a diventare famoso, a migliorare la reputazione del penitenziario e, soprattutto, a fare soldi, senza preoccuparsi troppo del benessere dei detenuti. È spesso in contrasto con la signorina Betty (verso la quale sembra comunque nutrire una leggera attrazione), convinta che i carcerati debbano essere istruiti ed educati, e non sfruttati per scopi personali. Non è particolarmente brillante né istruito come vorrebbe apparire, e, dalla seconda stagione, ha l’abitudine di aggiungere il suffisso "-tudine" ai sostantivi, creando parole bizzarre come "magritudine", "disperatitudine" o "curiositudine". In passato è stato guardia carceraria e il direttore di un asilo. Spesso considera il carcere un "residence" e i detenuti degli "inquilini", e in effetti non sembra esserci un vero rapporto conflittuale con i prigionieri (eccetto che con i fratelli Dalton). Voce francese di Stéphane Ronchewski, italiana di Oliviero Dinelli.
- Pete: è una delle due guardie del carcere, in coppia con Emmett. Basso e in sovrappeso, prende spesso in giro i Dalton e ha il vizio delle scommesse. Tiene molto al proprio lavoro. Come Emmett, non sa nuotare. Voce francese di Bruno Magne, italiana di Stefano Santerini.
- Emmett: è l’altra guardia del carcere, in coppia con Pete. Alto circa 196/197 cm, è magro e, come Pete, prende in giro i Dalton e ama scommettere. Anche per lui il lavoro di guardia è molto importante e, negli episodi "Il codice Dalton" e "La palla invincibile", lui e Pete tentano di sabotare le "modernità" introdotte nel penitenziario, dopo che Peabody li informa che le guardie non sono più necessarie. Nell’episodio “Un Natale per i Dalton” viene chiamato da Pete con il nome "Albert". Odia profondamente Babbo Natale, poiché da bambino ricevette il regalo sbagliato. Emmett è una caricatura di Emmett Dalton, realmente esistito e membro fondatore della vera Banda Dalton, una banda di criminali attiva all’epoca del Far West, a cui si ispirano i Fratelli Dalton. Voce francese di Michel Dodane, italiana di Mino Caprio.
- Ming Li Fu: è un cinese che gestisce la lavanderia della prigione. Vive in una casetta piena di strani macchinari, dotata di un comignolo a forma di dragone. Parla alternando la prima e la terza persona e aggiunge spesso ai nomi l’aggettivo "onorevole", che pronuncia "onolevole" poiché non riesce a dire la "R". Di tanto in tanto mostra ai detenuti le tradizioni del suo popolo ed è talvolta la causa del fallimento dei piani dei Dalton. Voce francese di Michel Dodane, italiana di Marco Mete.
- Lupo Pazzo (Loup Cinglé): è il capo indiano della tribù dei Braccia Rotte. Le rare volte in cui i Dalton riescono a evadere, li riconsegna al carcere in cambio di gomme da masticare. Voce francese di Bruno Magne, italiana di Stefano Mondini.
- Vero Falco (Vrai Faucon): è lo sciamano dei Braccia Rotte. Indossa un enorme mascherone a forma di totem in grado di cambiare espressione. Durante i suoi riti sciamanici provoca vere catastrofi naturali. Talvolta appare anche come animatore per i bambini della tribù. Spesso cerca di vendere oggetti magici e caratteristici della cultura indiana ai detenuti, oltre a partecipare a esibizioni varie: un esempio è l’episodio "Viaggio nel tempo", dove, a causa di un orologio a cucù incantato, finisce accidentalmente nella preistoria con la signorina Betty e si imbatte in un Tirannosauro. Subito dopo, la sua voce si sente urlare mentre attiva per errore la macchina del tempo, lasciando Betty da sola nel viaggio. Il suo vero volto non è mai stato mostrato, tranne che a Joe nell’episodio "Dolce cuore", in cui lo definisce "davvero brutto". Ha 56 anni. Voce francese di Jérémy Prévost, italiana di Luca Dal Fabbro.
- Cuoco della mensa (Chef): basso, barbuto e sovrappeso, non ha un ruolo fisso all’interno della serie. Quando i fratelli Dalton diventano direttori del penitenziario, Averell (che ama i suoi piatti, anche se non è altrettanto bravo come cuoco) decide di sostituirlo. I pasti preparati da Averell, però, causano spesso effetti collaterali — dovuti a ingredienti forniti dai Braccia Rotte — che portano al fallimento dei piani dei Dalton. Joe finisce per rimpiangere il cuoco originale.

## Personaggi ricorrenti
- Banditi messicani: sono un gruppo di fuorilegge che compaiono in pochi episodi, spesso a cavallo. Parlano con un marcato accento messicano e indossano sombreri. Il capo della banda è noto come El Cucaracha, ma il suo vero nome è Pedro, un uomo rozzo, prepotente, robusto e dotato di un paio di grossi baffi. Gli altri due membri sono Quésos, un uomo smilzo, e Ramón, un uomo obeso. A partire dalla seconda stagione, si scopre che vengono catturati e rinchiusi in un penitenziario in Messico.
- Mamma Dalton o Ma' Dalton: è la madre dei fratelli Dalton. È anziana e molto minuta (come Joe) e vive in una casetta nel bosco vicino al penitenziario. Appare in alcuni episodi, soprattutto nella seconda stagione, e aiuta i figli nei tentativi di evasione. È particolarmente affezionata ad Averell (che le ricambia l’affetto), mentre con Joe ha un rapporto più duro: spesso sembra non volergli bene, anche se nel corso della serie si scopre che lo fa per rafforzarne il carattere. Di solito, tra i piani proposti dai figli, preferisce sempre quello di Averell, anche se è il più assurdo, e lo sceglie come capo momentaneo. Nell’episodio "Ispettrice Dalton" inganna Peabody fingendosi un’ispettrice sanitaria per facilitare la fuga dei figli. Tuttavia, si infuria molto se questi le disobbediscono, come dimostrato nell’episodio "Mamma ho perso l’evasione". In un episodio si vede con un gatto, lo stesso che possiede nella serie principale, dove è chiamato "Sweetie". Voce francese di Barbara Tissier.
- Direttore Lord Murray F. Morton: è stato il costruttore e primo direttore del penitenziario. Nato nel 1728 e morto nel 1797 (i Dalton ne trovano il teschio in cima a una mesa dove, per un errore di progettazione, sbuca un passaggio segreto), secondo una leggenda fece scavare un tunnel nascosto nelle mura del carcere da utilizzare in caso fosse finito dietro le sbarre. Compare in flashback nell’episodio "Il passaggio segreto", quando la signorina Betty, dopo aver sentito Joe pronunciare quelle parole, decide di raccontarne la leggenda. Appare anche sotto forma di statua nello stesso episodio, non appena Joe scopre il passaggio, e nuovamente in "Miss Betty la ribelle", quando la signorina Betty scende nei sotterranei insieme ai fratelli Dalton.

## Altri personaggi

### Comparse di personaggi di altre storie
- Lucky Luke: protagonista della serie principale, è il celebre cowboy solitario che in passato si occupava di catturare e consegnare alla giustizia i fratelli Dalton, sue nemesi numero uno. In questa serie è invece quasi totalmente assente. Una volta viene impersonato da Peabody nell’episodio "Evasione Terapeutica" allo scopo di risvegliare lo spirito aggressivo di Joe, entrato in grave depressione dopo una lunga serie di piani falliti. Nello stesso episodio viene inoltre rivelato che il vero Lucky Luke è andato in pensione. Appare come cameo in un tiro a segno nell’episodio "Assalto al carro postale", in una foto nell’episodio "La torta farcita" e nell’episodio "Un Natale per i Dalton", quando Babbo Natale regala ad Averell il suo costume con un cavallo a dondolo che rappresenta Jolly Jumper, il cavallo di Lucky Luke. Compare anche da bambino in un flashback nell’episodio "La prima evasione".
- Oggy, Joey, Dee Dee e Marky: protagonisti della serie Maledetti scarafaggi, appaiono nel sogno di Joe nell’episodio "Il passaggio segreto". In seguito, Oggy compare anche in altre due occasioni: nell’episodio speciale "Assalto alla prigione" Joe assume temporaneamente le sue sembianze dopo aver bevuto una pozione di Vero Falco, mentre in "Il penitenziario gonfiabile" è il peluche di uno degli ergastolani.
- Etno, Gorgious, Candy e Bud: protagonisti della serie Space Goofs, appaiono anch’essi nel sogno di Joe nella puntata "Il passaggio segreto", mentre guardano la televisione. Successivamente, Candy compare nell’episodio "Assalto alla prigione" quando Joe assume per un minuto le sue sembianze dopo aver bevuto una pozione di Vero Falco.
- Babbo Natale: compare nella puntata "Un Natale per i Dalton", completo di renne, slitta e regali.
- Dio: compare nella puntata "Un Dalton con le ali". Il suo aspetto non viene mostrato, ma si sente solo una voce provenire da un vortice luminoso. Punisce Gastone Rabbione trasformandolo in angelo custode e protettore di Averell e successivamente anche di Joe.
- Genio della lampada: compare nella puntata "Colpo di Genio", quando Averell trova la lampada, la strofina e lo fa uscire. Dei 12 desideri a disposizione dei Dalton (3 per ciascuno), solo il penultimo permette loro di evadere, anche se alla fine Averell esprime il desiderio: “Vorrei tanto vedere la faccia di Peabody!” e così, espressi tutti e 12 i desideri, tornano al penitenziario.
- "Xorro"/ Don Diego de la Vega: leggendario eroe degli omonimi romanzi, compare nella puntata "Il giustiziere mascherato". È incredibilmente alto, circa 211/212 cm, ed è accompagnato dal suo storico assistente muto Bernardo (nella serie chiamato Renardo). Tuttavia, invece di essere chiamato Zorro, viene nominato Xorro, con la X al posto della Z.

### Personaggi realmente esistiti
- Regina Vittoria del Regno Unito: appare nell’episodio "Un piano regale". Joe le è molto simpatico e lei vorrebbe nominarlo buffone di corte personale. Joe decide di approfittarne per rubare la collana della regina e salire sulla carrozza reale insieme ai fratelli per fuggire. Ci riesce, ma solo perché la regina desidera assistere a una vera evasione; così, salendo di nascosto sul mezzo, li segue e li lascia catturare. Prima di ripartire per la sua amata Inghilterra, onora i Dalton come buffoni di corte; vorrebbe portare con sé Joe, ma lui è stato rinchiuso da Peabody. Joe la soprannomina "Barattolo di colla ambulante" per la sua abitudine a trovarsi sempre tra i piedi.
- Charles Robert Darwin: appare nell’episodio "Bisonti astuti". Secondo le sue teorie, l’uomo discende dal bisonte, perciò si traveste da bisonte per studiare da vicino questi animali. I Dalton, fingendo di aiutarlo nelle ricerche, ne approfittano per scappare, anche se poi vengono scambiati per bisonti veri dagli indiani e catturati. Alla fine Darwin annuncia che deve recarsi alle Galápagos.
- Thomas Alva Edison: il celebre inventore della lampadina, compare nell’episodio "La luce della libertà". I Dalton tentano di sfruttare la sua invenzione per accecare le guardie e fuggire, ma una volta fuori Averell, pedalando con forza sulla bicicletta per alimentare la corrente, fa esplodere tutto. Edison crede così che i fratelli volessero rubargli la sua invenzione.
- John Davison Rockefeller: il magnate dell’industria petrolifera, appare nell’episodio "Oro Nero". Peabody lo chiama non appena i Dalton scoprono, scavando una galleria, del petrolio nel carcere. Il suo nome non viene mai menzionato, viene chiamato semplicemente "Signor W".
- Jesse Woodson James: alla fine dell’episodio "Assalto al carro postale" si rivela che il postino del penitenziario, che si era licenziato, era in realtà Jesse James. Nella serie originale, il personaggio era presente fin dal debutto della Banda Dalton. Voce francese di Luc Hamet.
- David Copperfield: il celebre mago, compare nell’episodio "Il mago". Aiuta i Dalton a evadere con un’illusione magica, per poi scomparire usando la stessa tecnica. Nella versione originale è doppiato da se stesso.
- Wilbur e Orville Wright: gli inventori dell’aeroplano, appaiono nella puntata "I Dalton in volo". Spesso citati semplicemente come “fratelli Wright”, furono due ingegneri statunitensi pionieri dell’aviazione. Sono considerati i primi a far volare con successo una macchina motorizzata più pesante dell’aria con un pilota a bordo (nella serie è Joe Dalton il primo a sperimentare il loro invento!).
- Abraham Lincoln: 16º Presidente degli Stati Uniti, viene impersonato da un detenuto corrotto da Wellington nell’episodio "La scommessa". Quando appare, la guardia Pete osserva: "È strano, visto che è morto da vent’anni!", ambientando così la vicenda al 1885, mentre nell’episodio "La macchina del tempo" viene indicato chiaramente il 1872. Probabilmente “vent’anni” va inteso come “già da qualche anno”, quindi non è un vero errore.
- Butch Cassidy: celebre bandito reale del vecchio West, nella serie ha una taglia sulla testa a zeri infiniti. Compare nell’episodio "Il cacciatore di taglie", nascosto tra le rocce del canyon, ma viene scovato da un cacciatore che gli spiega che sono stati i Dalton a rivelare il suo nascondiglio. Voce francese di Jérémy Prévost.
- Ulysses Simpson Grant: 18º Presidente degli USA, appare nell’episodio speciale "Assalto alla prigione", dove, dopo aver incontrato i Dalton e Peabody, decide di aiutarli a riconquistare il penitenziario, occupato da soldati messicani, prestando loro dispositivi tecnologici avanzati per spie. Dopo la riconquista, grazie anche all’esercito statunitense, onora i Dalton con delle medaglie. Come Jesse James, è un’anacronismo: le avventure di Luke si svolgono dalla fine della Guerra di Secessione alle elezioni di Hayes, e Grant era già stato presidente a quel tempo.
- Generale Antonio de Padua María Severino López de Santa Anna y Pérez de Lebrón, detto Santa Anna (o Santa Ana o Santana): dittatore del Messico, soprannominato il “Napoleone del West” per il valore in battaglia e la spietata tirannia. Compare nel secondo episodio speciale "Assalto alla prigione", dove arriva negli USA con il suo esercito per conquistare il penitenziario e annettere il Texas senza resistenza (evento storico reale). L’episodio si ispira alla Rivoluzione Texana, con la fortezza di Alamo rappresentata dal penitenziario di Peabody, assediato e isolato. L’esito della battaglia ricorda la vittoria texana nella Battaglia di San Jacinto, ultimo atto della Rivoluzione e preludio all’annessione del Texas agli Stati Uniti.[19]
- Khayr al-Din Barbarossa: il celebre vichingo Erik il Rosso. Nonostante la sua origine, è calmo, paziente e dotato di grande senso dell’onore. Viene trovato congelato dai Dalton e diventa loro compagno di cella. Alla fine decide di ricongelarsi promettendo di tornare.